# Roman Wick
Roman Wick, född 30 december, 1985 i Zuzwil, är en schweizisk ishockeyspelare. Han spelar just nu för ZSC Lions. Wicks hockeykarriär började säsongen 2002/2003, då han började spela för Kloten. 2004 började han spela i Nordamerika, där han blev kvar till 2006. 2006 åtrervände han till Schweiz. Han lånades ut 2007 till Ottawa Senators. Han spelade dock resten av säsongen i Schweiz. Wick gjorde sin VM-debut 2008. Innandes hade han spelat i U 18-landslaget och i Junior-VM.